# Ambalama

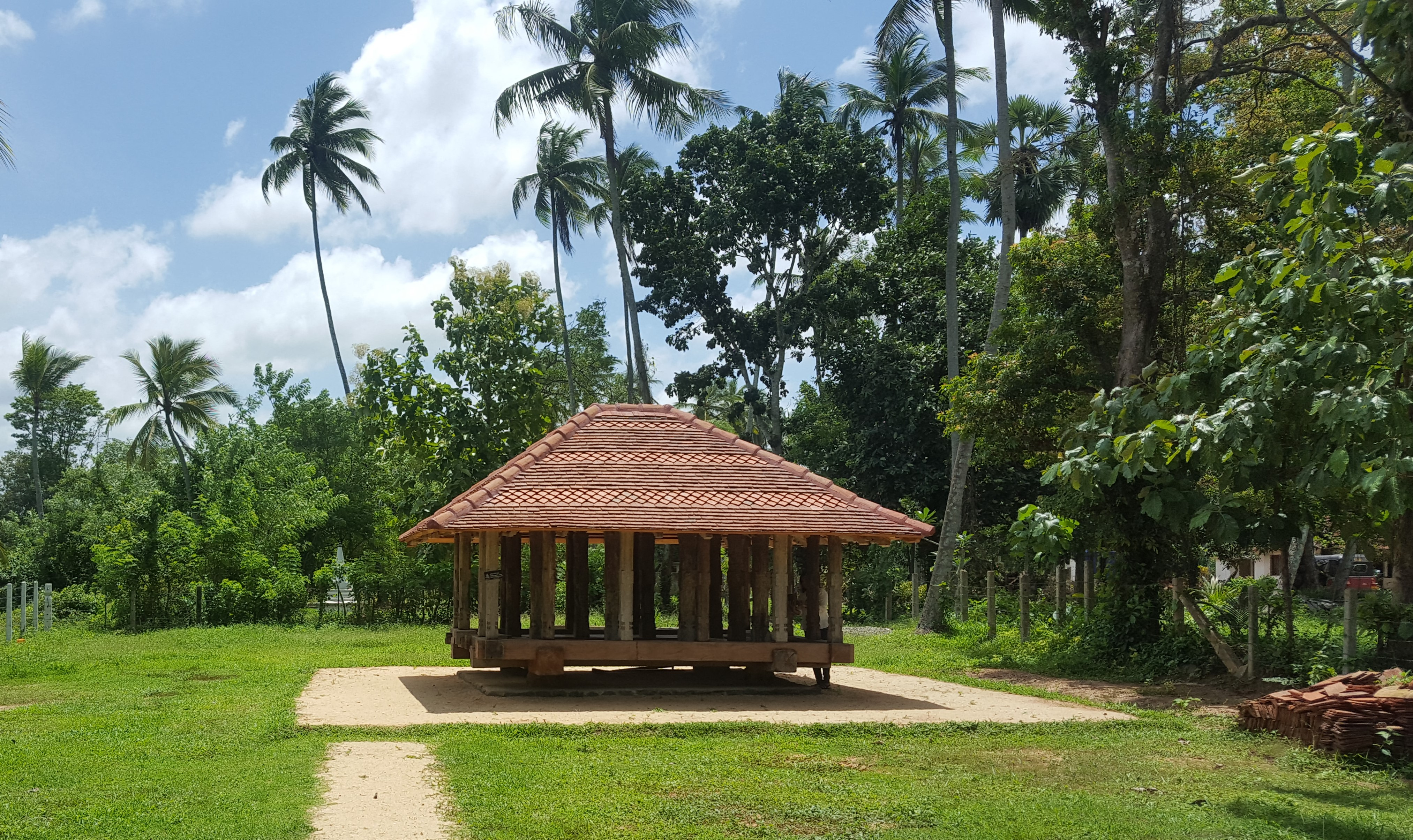
Ambalama (17. oder 18. Jh.) bei der Ortschaft Panavitiya

Ein Ambalama (singhalesisch අම්බලම) ist ein seitlich offener, überdachter Rastplatz für Pilger und andere Reisende auf der südasiatischen Insel Sri Lanka. Einige Bauten könnten auch als Versammlungsplätze der jeweiligen Dorfältesten (gam-sabawa) gedient haben.

## Lage

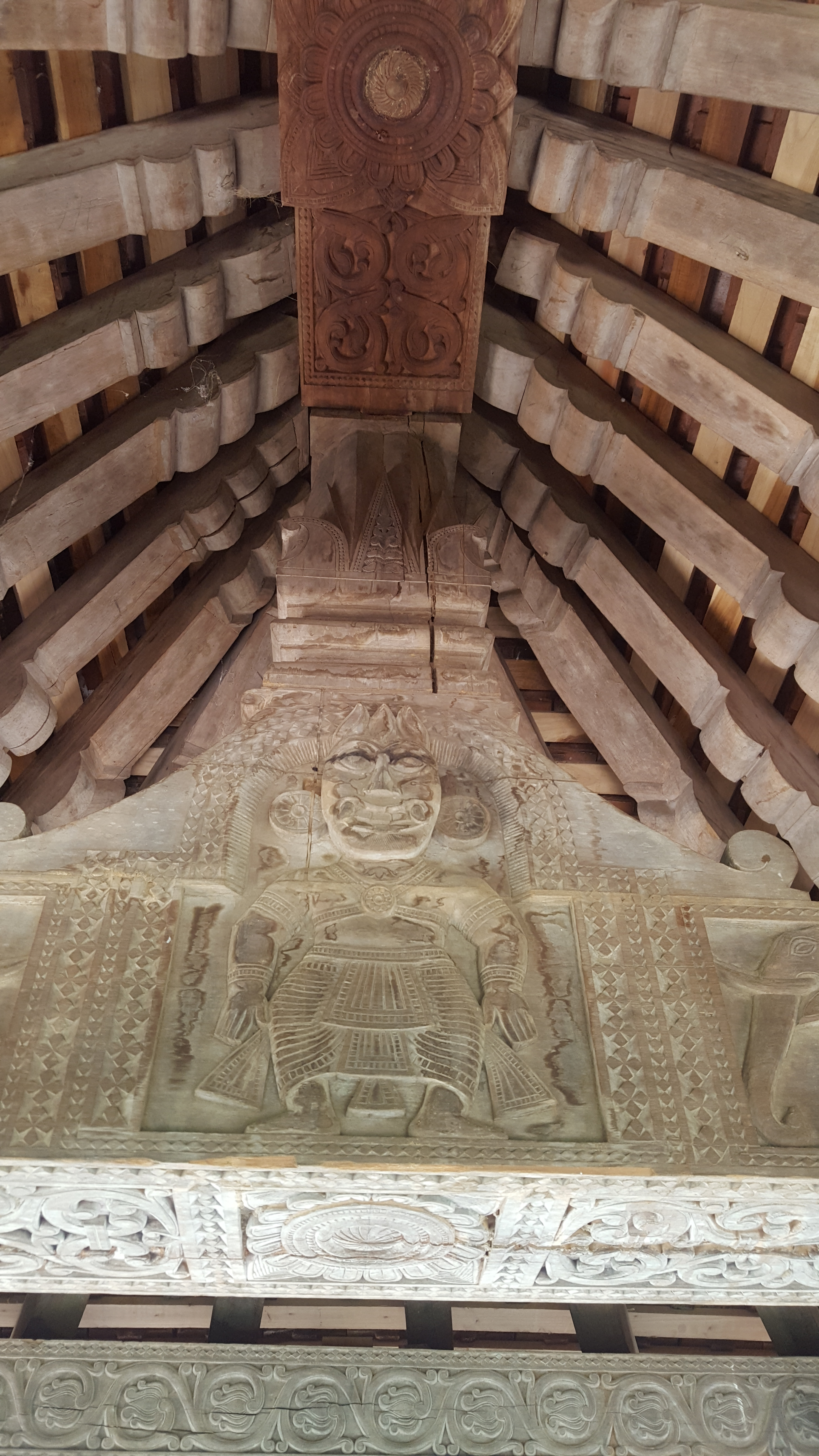
Dachstuhlkonstruktion und Schnitzereien

Die meist aus Holz gebauten Ambalamas finden sich – über die ganze Insel verteilt – zumeist außerhalb von Ortschaften an Handels- oder Pilgerwegen. Bei allzu starker Sonneneinstrahlung, bei Regen oder in der Nacht boten sie Schutz und Gelegenheit zu Informationsaustausch und anderen Gesprächen.

## Geschichte
Man nimmt an, dass derartige Bauten bereits im 2./3. Jahrhundert v. Chr. existierten. Es waren Stiftungen von Kaufleuten oder von regionalen Herrschern oder deren Beamten; ihre Nutzung war kostenlos. Ambalamas wurden bis ins 19. Jahrhundert genutzt und instand gehalten; danach verfielen sie und mussten im 20. Jahrhundert restauriert werden.

## Architektur
Die Sockelzone eines im Grundriss meist rechteckigen, manchmal auch quadratischen Ambalama besteht zumeist aus Steinen. Der so geschaffene Abstand zwischen dem oft nassen oder feuchten Erdboden und dem eigentlichen Gebäude aus Holz verhinderte aufsteigende Bodenfeuchte, aber auch Ungeziefer konnte auf diese Weise ferngehalten werden. Innerhalb des Gebäudes befinden sich umlaufende Sitzbänke, die auch als Schlafplätze genutzt werden konnten. Zumeist tragen hölzerne Pfeiler das ursprünglich schilf- oder blättergedeckte Satteldach.